# همه‌پرسی استقلال کردستان عراق (۲۰۱۷)
همه‌پرسی برای استقلال کردستان عراق در ۳ مهر ۱۳۹۶ (۲۵ سپتامبر ۲۰۱۷) برگزار شد. در ابتدا برنامه‌ریزی شده بود این همه‌پرسی در سال ۱۳۹۳ (۲۰۱۴ م) در میانهٔ مناقشه بین حکومت اقلیمی کردستان عراق و حکومت فدرال عراق برگزار شود. نتایج آن برای اقلیم کردستان عراق الزام‌آور است ولی دولت فدرال عراق آن را غیرقانونی دانسته‌است.
در پی تهاجم داعش به شمال عراق که در نتیجهٔ آن پیشمرگ‌های کرد به‌طور غیررسمی کنترل برخی از مناطق را که نیروهای تحت کنترل بغداد رهایشان کرده بودند، در دست گرفتند، خواسته‌ها برای استقلال کردستان قوت گرفت. با عملیات مشترک نیروهای کرد و حکومت مرکزی عراق برای آزادسازی موصل، همه‌پرسی بارها اعلام شد و به تعویق افتاد؛ ولی تا آوریل ۲۰۱۷ انتظار می‌رفت که زمانی در سال ۲۰۱۷ برگزار شود. در ۷ ژوئن ۲۰۱۷ مسعود بارزانی رئیس اقلیم کردستان عراق در جلسه‌ای با حزب دموکرات کردستان عراق، اتحادیه میهنی کردستان، اتحادیه اسلامی کردستان، جنبش اسلامی کردستان، حزب کمونیست کردستان عراق، حزب زحمتکشان کردستان، حزب کارگران و زحمتکشان کردستان، حزب اصلاح و توسعه کردستان، فهرست ترکمان‌های اربیل ترکمان‌های عراق، جبهه ترکمن‌های عراق، جنبش دموکراتیک ترکمن، فهرست ارمنی در پارلمان کردستان، جنبش دموکرات آشوری و مجلس ملی کلدانی سریانی آشوری، برگزاری همه‌پرسی در تاریخ ۳ مهر ۱۳۹۶ را تأیید کرد.

## تاریخ برگزاری همه‌پرسی
مقام‌های بلندپایه دولتی و احزاب سیاسی کردستان عراق تاریخ برگزاری همه‌پرسی برای اعلام استقلال کردستان عراق را ۲۵ سپتامبر ۲۰۱۷ اعلام کرده‌بودند. این تصمیم در طی نشستی در اربیل عراق به ریاست مسعود بارزانی رئیس سابق اقلیم کردستان عراق گرفته شده‌بود. در بیانیه‌ای که در پایان این نشست منتشر شد آمده‌است که رای‌گیری در سه استان تشکیل‌دهنده این منطقه و همچنین نواحی خارج از مدیریت منطقه برگزار خواهد گردید. ایران، ترکیه و سوریه با تصمیم اقلیم کردستان عراق برای رفتن به سمت استقلال مخالفت کردند.

## موضع‌گیری‌ها
مسعود بارزانی رئیس اقلیم کردستان عراق در ۱۵ ژوئن ۲۰۱۷ در مصاحبه با یک مجله آمریکایی فارن پالیسی گفته بود که «انجام همه‌پرسی برای استقلال، حق مسلم و قانونی مردم کردستان است.» او گفت «من به حیدر عبادی گفتم که بعد از اعلام نتایج همه‌پرسی خواهان مذاکره مسالمت‌آمیز برای استقلال هستیم.» بارزانی گفت: «هدف از این همه‌پرسی اعلام استقلال است و همه‌پرسی مورد تأیید اغلب مردم کردستان است.»
در ژوئن ۲۰۱۷ مسعود بارزانی طی مصاحبه‌ای گفت: «این مسئله فقط به دنبال رسمیت بخشیدن به مرزهای شکننده اقلیم کردستان و سایر نقاط عراق است. زمان آن فرا رسیده که بپذیریم مدل کنونی رابطه اقلیم کردستان و دولت مرکزی عراق کارآمد نیست. عراق از قبل تجزیه شده بود و این رفراندوم فقط نشان می‌دهد که چه اتفاقی افتاده‌است.»
در ژوئیه ۲۰۱۷ مسعود بارزانی طی یک سخنرانی با انتقاد شدید از عملکرد دولت بغداد، گفت: «اگر استقلال کردستان محقق نشود، وقوع جنگ‌های خونین بعید نیست». وی گفت: «کردستان نقش بزرگی در حاکمیت شیعیان بعد از صدام داشت ولی آن‌ها علیه اقلیم عمل می‌کنند. متأسفانه شیعیان سهم کردستان از بودجه عمومی عراق را قطع کرده‌اند.» مسعود بارزانی گفت: «وقتی نمی‌توانیم در یک کشور شرکای خوبی باشیم، بهتر است همانند دو همسایه صلح‌طلب به زندگی ادامه دهیم.»
در ژوئیه ۲۰۱۷ حیدر العبادی، نخست‌وزیر عراق در جلسه هفتگی هیئت دولت با تکرار مواضع قبلی خود در مورد همه‌پرسی استقلال منطقه کردستان تأکید کرد که این همه‌پرسی غیرقانونی و مغایر با قانون اساسی عراق است.
وی تأکید کرد که دولت بغداد هرگز در این راستا تعامل نخواهد داشت.
با وجود آنکه آمریکا هم مخالفت خود را با برگزاری این همه‌پرسی اعلام کرد، اما هوشیار زیباری در ژوئیه ۲۰۱۷ گفت: رفراندوم استقلال کردستان عراق در تاریخ ۲۵ سپتامبر ۲۰۱۷ برگزار می‌شود.
در ژوئیه ۲۰۱۷ مسعود بارزانی گفت گلوله را در مقابل گلوله پاسخ خواهیم داد و در مقابل زور بغداد دست بسته نخواهیم بود.
همسایگان اقلیم کردستان عراق نیز در ایام نزدیک به تاریخ مقرر شده برای برگزاری همه‌پرسی، مخالفت خود را با برگزاری این همه‌پرسی اعلام کردند. علی‌رغم بسته‌شدن مرزهای زمینی و هوایی ایران و ترکیه و رزمایش‌های نظامی این دو کشور در نزدیکی مرز اقلیم و همچنین تهدید اقتصادی دولت ترکیه، مسعود بارزانی گفت: «پیام ما به همسایگان این است که برای برقراری مناسباتی عالی با آنها خوشحال هستیم. کردها هرگز عامل بی‌ثباتی نبوده‌اند و مرزهای بین‌المللی را رعایت می‌کنند.» وی همچنین بیان داشت: در مبارزه با دولت اسلامی (داعش) با عراق همکاری خود را ادامه خواهد داد. بارزانی گفت: «این جنایت نیست که از مردم کردستان دربارهٔ آرزویشان برای آینده سؤال شود.» و در جمع مردم اعلام کرد «رفراندوم دیگر نه در دستان من است و نه در دستان احزاب دیگر، بلکه در دستان شماست.»

## موضع احزاب
| احزاب حاضر در پارلمان اقلیم کردستان عراق | احزاب حاضر در پارلمان اقلیم کردستان عراق | احزاب حاضر در پارلمان اقلیم کردستان عراق | احزاب حاضر در پارلمان اقلیم کردستان عراق                                     | احزاب حاضر در پارلمان اقلیم کردستان عراق | احزاب حاضر در پارلمان اقلیم کردستان عراق | احزاب حاضر در پارلمان اقلیم کردستان عراق | احزاب حاضر در پارلمان اقلیم کردستان عراق |
| انتخاب                                   | حزب                                      | حزب                                      | حزب                                                                          | کرسی‌ها                                   | رهبر                                     | موضع سیاسی                               | مرجع                                     |
| ---------------------------------------- | ---------------------------------------- | ---------------------------------------- | ---------------------------------------------------------------------------- | ---------------------------------------- | ---------------------------------------- | ---------------------------------------- | ---------------------------------------- |
| بله                                      |                                          | KDP                                      | حزب دموکرات کردستان عراق                                                     | ۳۸                                       | مسعود بارزانی                            | خیمه بزرگ                                | [ ۱۷ ]                                   |
| بله                                      |                                          | PUK                                      | اتحادیه میهنی کردستان                                                        | ۱۸                                       | جلال طالبانی                             | چپ میانه                                 | [ ۱۸ ]                                   |
| بله                                      |                                          | KIU                                      | اتحادیه اسلامی کردستان                                                       | ۱۰                                       | صلاح‌الدین بهاالدین                       | راست‌گرا                                  | [ ۱۹ ]                                   |
| بله                                      |                                          | KSDP                                     | حزب سوسیالیست دموکرات کردستان                                                | ۱                                        | محمد حاجی محمود                          | چپ میانه                                 | [ ۲۰ ]                                   |
| بله                                      |                                          | KCP                                      | حزب کمونیست کردستان عراق                                                     | ۱                                        | کمال شکیر                                | چپ‌گرا                                    | [ ۲۱ ]                                   |
| بله                                      |                                          | KTP                                      | Kurdistan Toilers' Party                                                     | ۱                                        | بالن محمود                               | چپ‌گرا                                    | [ ۲۲ ]                                   |
| بله                                      |                                          | KIM                                      | جنبش اسلامی کردستان                                                          | ۱                                        | عرفان علی عبدالعزیز                      | راست‌گرا                                  | [ ۲۲ ]                                   |
| بله                                      |                                          | TDL                                      | فهرست پیشرفت ترکمن                                                           | ۲                                        | محمد سدالدین                             | اقلیت راست                               | [ ۲۳ ]                                   |
| بله                                      |                                          | CSAPC                                    | مجلس ملی کلدانی سریانی آشوری                                                 | ۲                                        | سرکیس آغاجان                             | اقلیت راست                               | [ ۲۴ ]                                   |
| بله                                      |                                          | ETL                                      | فهرست ترکمن‌های اربیل                                                         | ۱                                        |                                          | اقلیت راست                               | [ ۲۲ ]                                   |
| بله                                      |                                          | KIG                                      | گروه اسلامی کردستان                                                          | ۶                                        | علی باپیر                                | خیمه بزرگ                                | [ ۲۵ ]                                   |
| بله                                      |                                          | Gorran                                   | حزب گوران                                                                    | ۲۴                                       | عمر سعید علی                             | چپ میانه                                 | [ ۲۶ ]                                   |
| خیر                                      |                                          | ITF                                      | جبهه ترکمن‌های عراق (Will support referendum if conditions are met)           | ۱                                        | ارشاد صالحی                              | اقلیت راست                               | [ ۲۸ ]                                   |
| خیر                                      |                                          | ADM                                      | جنبش دموکراتیک آشوریان (Against referendum being held in the Nineveh Plains) | ۲                                        | یونادام کانا                             | اقلیت راست                               | [ ۳۰ ]                                   |

## واکنش‌های بین‌المللی
- ایران: سیدعلی خامنه‌ای رهبر ایران با گفتگوها برای چند بخش کردن عراق مخالفت کرد.[۳۱] ایران شنبه ۱۷ ژوئن ۲۰۱۷ مخالفت خود با انجام همه‌پرسی استقلال کردستان عراق را اعلام کرد شایان یادآوری‌ست که طی آن هفته مقامات کردستان، واقع در شمال عراق، که دارای خودمختاری است به این رفراندوم فراخواندند.
- ترکیه: ترکیه نیز که با استقلال کردستان مخالف است، تمایل کردستان عراق در اجرای این همه‌پرسی را یک اشتباه بزرگ توصیف کرد.[۳۲] رجب طیب اردوغان نیز در ژوئن ۲۰۱۷ گفت که این رفراندوم به نفع هیچ‌کس نیست و آن را تهدیدی برای تمامیت ارضی عراق خواند و از آن ابراز تاسف کرد.[۳۳] در ۱۴ سپتامبر ۲۰۱۷، وزارت امور خارجه ترکیه، اقلیم کردستان عراق را تهدید کرد که اگر رفراندوم را لغو نکند، «تاوان سنگینی» خواهد داد.[۳۴] اردوغان در ۲۶ سپتامبر ۲۰۱۷ تصمیم رفراندوم را «خیانت» خواند و گفت که اقدامات اقتصادی و نظامی می‌تواند علیه کردستان عراق مورد استفاده قرار گیرد.[۳۵][۳۶] همچنین ترکیه پروازهای شرکت هواپیمایی ترکیه را در شمال عراق از عصر ۲۹ سپتامبر ۲۰۱۷ متوقف کرد.[۳۷]
- سوریه: سوریه ضمن حمایت از تمامیت ارضی عراق، اظهار داشت که نمی‌تواند تقسیم عراق را بپذیرد.[۳۸]
- ایالات متحده آمریکا روز جمعه چهارم اوت ۲۰۱۷ در یک تماس تلفنی رکس تیلرسون، وزیر خارجه آمریکا با مسعود بارزانی صحبت کرده و ضمن تشکر از همراهی پیشمرگه‌های کرد در مبارزه با گروه موسوم به دولت اسلامی، مخالفت واشینگتن با برگزاری همه‌پرسی استقلال در اقلیم کردستان را توضیح و تأکید کرده‌است.[۳۹]
- اسرائیل: بنیامین نتانیاهو نخست‌وزیر اسرائیل گفته‌است " از تلاش‌های مشروع مردم کرد برای دستیابی به دولت خود حمایت می‌کند. ”[۴۰]
- کاتالونیا: آرتور ماس، رهبر حزب دموکراتیک اروپایی کاتالان و رئیس‌جمهور سابق کاتالونیا، گفت از رفراندوم استقلال کردستان حمایت می‌کند و از رهبری اقلیم برای دفاع از دموکراسی قدردانی کرد.[۴۱]

### دیگر بازیگران
- دفتر سیاسی حزب دمکرات کردستان ایران، در تاریخ ۱۰ ژوئن ۲۰۱۷، در ارتباط با تصمیم حکومت اقلیم کردستان عراق در مورد برگزاری رفراندوم اعلام استقلال، بیانیه‌ای منتشر کرد، در این بیانیه حزب دمکرات کردستان ایران، ضمن تبریک به ریاست کردستان عراق و احزاب و جریان‌های سیاسی و همچنین مردم کردستان عراق، این تصمیم را یک تصمیم تاریخی و گامی مهم و حق مسلم مردم کردستان در راستای به رسمیت شناخته شدن حق تعیین سرنوشت این بخش از کردستان عراق خوانده‌است.[۴۲]
- حزب کارگران کردستان: جمیل بایک، رهبر پ‌ک‌ک، گفت: «همه‌پرسی دموکراتیک یک حق طبیعی برای مردم است و کسی نمی‌تواند آن را متوقف کند»[۴۳]
- کوزوو: ویسار یمری، رهبر بزرگترین حزب اپوزسیون، گفت: «هیچ‌کس حق ندارد مردم کرد را از استقلال و زندگی در آزادی و صلح در همبستگی با دیگر مردم جهان، محروم کند.»[۴۴]

## نتایج

### کلی
خطای عبارت: نویسه نقطه‌گذاری شناخته نشده «۹»
| انتخاب             | آرا       | %      |
| ------------------ | --------- | ------ |
| آرای صحیح          | ۳٬۰۸۵٬۹۳۵ | ۹۴٫۷۶  |
| آرای باطله یا سفید | ۲۱۹٬۹۹۰   | ۶٫۶۵   |
| مجموع آرا          | ۳٬۳۰۵٬۹۲۵ | ۱۰۰٫۰۰ |
| واجدین شرایط       | ۴٬۵۸۱٬۲۵۵ | ۷۲٫۱۶  |
| منبع: KHEC         |           |        |

| ۹۲/۷۳ | ۷/۲۷٪ |
| آری   | نه    |

### برپایه ناحیه
| Districts       | Yes votes | No votes | Yes (%) | No (%) | Valid votes | Turnout (%) |
| --------------- | --------- | -------- | ------- | ------ | ----------- | ----------- |
| شهرستان عقره    |           |          |         |        |             |             |
| شهرستان عمادیه  |           |          |         |        |             |             |
| شهرستان چمچمال  |           |          |         |        |             |             |
| شهرستان چومان   |           |          |         |        |             |             |
| منطقه دربندوکه  |           |          |         |        |             |             |
| منطقه دوکان     |           |          |         |        |             |             |
| شهرستان دهوک    |           |          |         |        |             |             |
| منطقه اربیل     |           |          |         |        |             |             |
| استان حلبچه     |           |          |         |        |             |             |
| شهرستان کلار    |           |          |         |        |             |             |
| منطقه خانقین    |           |          |         |        |             |             |
| منطقه کیفری     |           |          |         |        |             |             |
| شهرستان کرکوک   |           |          |         |        |             |             |
| شهرستان کوی‌سنجق |           |          |         |        |             |             |
| منطقه مرگاسور   |           |          |         |        |             |             |
| شهرستان مخمور   |           |          |         |        |             |             |
| شهرستان پنجوین  |           |          |         |        |             |             |
| شهرستان پشدر    |           |          |         |        |             |             |
| منطقه رانیا     |           |          |         |        |             |             |
| منطقه سیدصادق   |           |          |         |        |             |             |
| Shaqlawa        |           |          |         |        |             |             |
| Sharazoor       |           |          |         |        |             |             |
| Sharbazher      |           |          |         |        |             |             |
| شهرستان شیخان   |           |          |         |        |             |             |
| شهرستان سنجار   |           |          |         |        |             |             |
| منطقه سوران     |           |          |         |        |             |             |
| منطقه سلیمانیه  |           |          |         |        |             |             |
| شهرستان سمیل    |           |          |         |        |             |             |
| شهرستان زاخو    |           |          |         |        |             |             |

## پیامد
اقلیم کردستان در پی برگزاری این همه‌پرسی برنامه‌ریزی برای ایجاد دولت و مذاکرات آینده با عراق را پیش از اعلام استقلال آغاز کرد. عراق خواهان بازپس دادن کنترل دو فرودگاه بین‌المللی اقلیم به حکومت مرکزی یا توقف پروازهای بین‌المللی شد. چاک شومر رهبر اقلیت سنای آمریکا در بیانیه ای خواستار به رسمیت شناخته شدن یک کردستان مستقل از سوی آمریکا شد.
هنگام برگزاری همه‌پرسی در کردستان عراق، مردم بیشتر شهرهای کردستان ایران همچون مریوان، بانه، مهاباد، سقز و سنندج به منظور حمایت و ابراز شادی از همه‌پرسی به خیابان‌ها آمدند و به همین دلیل تعدادی از آنها بازداشت شدند.

### درگیری دولت عراق با اقلیم کردستان و کناره‌گیری بارزانی
در ۱۵ اکتبر ۲۰۱۷ نیروهای عراقی عملیات بازپس‌گیری کرکوک را آغاز کردند؛ و در ۱۷ اکتبر، کرکوک را به‌طور کامل به کنترل خود درآوردند همچنین رسانه‌های دولتی عراق گزارش دادند که ارتش عراق بدون هیچ مقاومتی وارد کرکوک شد. پس از آن، نیروهای کرد به مواضع خود در شمال عراق عقب‌نشینی کردند.
در ۲۵ اکتبر ۲۰۱۷، اقلیم کردستان عراق خواستار آتش‌بس و شروع گفتگو با دولت مرکزی عراق شد.
در ۲۹ اکتبر ۲۰۱۷، پارلمان اقلیم کردستان عراق، نامه استعفا مسعود بارزانی را تصویب کرد. در نتیجه، در ۱ نوامبر ۲۰۱۷ مسعود بارزانی بعد از ۱۲ سال قدرت، رسماً کناره‌گیری کرد. به گفته بسیاری از تحلیلگران، استعفای بارزانی می‌تواند به عنوان پایان رؤیای طرفداران استقلال کردستان تلقی شود. بعداً، معترضین طرفدار بارزانی وارد ساختمان در سراسر کردستان عراق شدند و به نمایندگان مجلس و روزنامه نگاران حمله کردند.
در ۶ نوامبر ۲۰۱۷، دادگاه عالی فدرال عراق حکم داد که هیچ استانی در عراق به منظور حفظ تمامیت ارضی عراق مجاز به استقلال نیست.